# 日本テレビ土曜7時30分枠連続ドラマ
日本テレビ土曜7時30分枠連続ドラマ（にほんテレビどようしちじさんじっぷんわくれんぞくドラマ）は、過去5期にわたって日本テレビ系列局が毎週土曜 19:30 - 20:00 （日本標準時）に編成していた日本テレビ製作のテレビドラマ放送枠である。

## 放送作品一覧

### 第1期
- タッちん君の冒険（1960年7月16日 - 1961年3月25日）「テレビ番組年表MAP」で判明

### 第2期
- 弁慶（丹波哲郎主演版）（1965年10月2日 - 1966年3月26日）

### 第3期
- ラット・パトロール（1967年5月6日 - 10月7日） - 海外作品。枠交換で土曜21:00枠から移動。

### 第4期
- さぼてんとマシュマロ（1971年10月2日 - 1972年3月25日）
- だから大好き! （1972年4月1日 - 7月1日）
- 小さな恋のものがたり（1972年7月8日 - 9月30日）
- 突撃! ヒューマン!! （1972年10月7日 - 12月30日）

### 第5期
- オズの魔法使い → 立体テレビ オズの魔法使い（1974年10月5日 - 1975年3月29日）